# Charlyne Yi
Charlyne Amanda Yi (Los Ángeles, 4 de enero de 1986) es una persona profesional de la actuación, comedia, escritura y música de nacionalidad estadounidense, a quien se le conoce por su papel como la doctora Chi Park en la serie de televisión House M. D., así como por hacer la voz de Rubí en las series de Cartoon Network Steven Universe y Steven Universe Future, la voz de Chloe Park en We Bare Bears, la voz de Alice en Summer Camp Island y la voz de Mai en Robot 7723.

## Primeros años
Yi nació en Los Ángeles, California. Sus padres son Lydia y Luciano Yi. Su madre, natural de Filipinas, es de ascendencia hispana, mientras que su padre tiene antepasados coreanos, mexicanos, irlandeses, alemanes, franceses y amerindios. En ocasiones ha referido que tiene parientes que viven en Corea del Sur y en México. Asistió a la Universidad de California en Riverside antes de perseguir una carrera a tiempo completo en la comedia.

## Carrera

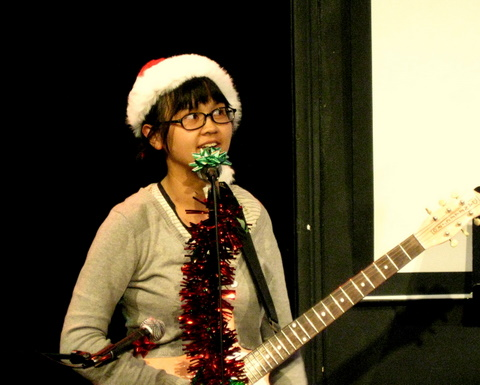
Actuando en el especial navideño Garfunkel and Oates en el UCB Theater.

Yi comenzó actuando en Fontana, California. Desde entonces, ha realizado espectáculos en el Teatro Steve Allen y el Upright Citizens Brigade Theatre de Los Ángeles. En 2005 y 2006 actuó en el Festival de Comedia de Nueva York, y en 2007 en el U.S. Comedy Arts Festival de la HBO en Aspen, Colorado.
Su debut cinematográfico fue el 1 de junio de 2007, en la película Knocked Up de Judd Apatow. En 2008, Yi formó parte del programa de humor Apatow for Destruction Live en el festival Just For Laughs de Montreal.
La película de 2009 Paper Heart supuso un "documental híbrido" en el que Yi se encargó de la producción ejecutiva, además de ser coguionista e interpretar una versión ficticia de su persona junto a Michael Cera.
Yi formó parte del dueto The Glass Beef junto con Paul Rust. En el 2009, ambos aparecieron en el video musical de "Song Away" de Hockey.
Desde octubre de 2011 hasta mayo de 2012, Yi actuó en la serie de televisión House de Fox como la Dra. Chi Park, una joven médica con problemas de control de la ira.

## Vida personal
Yi describe su identidad de género como "queer" y "de género fluido no binario". Utiliza los pronombres neutros they/them.
En 2018 acusó a Marilyn Manson de acoso sexual en el set de House.
En 2021 habló sobre su experiencia con James Franco y discutió específicamente sobre sus esfuerzos para renunciar a la película The Disaster Artist, dirigida por éste, después de enterarse de las acusaciones de conducta sexual inapropiada en su contra. Asimismo, Yi criticó a Seth Rogen por permitir el comportamiento de Franco y continuar trabajando con él tras las acusaciones.

## Filmografía
Cine
| Año  | Título                         | Papel           | Notas                                           |
| ---- | ------------------------------ | --------------- | ----------------------------------------------- |
| 2007 | Knocked Up                     | Jodi            |                                                 |
| 2008 | Cloverfield                    | Party Goer      |                                                 |
| 2008 | Semi-Pro                       | Wheelchair Jody |                                                 |
| 2009 | Paper Heart                    | Charlyne Yi     | Nominación - Comedy Film Award for Best Actress |
| 2009 | All About Steve                | Young Protester |                                                 |
| 2012 | This Is Forty                  | Jodi            | [ 19 ]                                          |
| 2018 | Robot 7723                     | Mai Su          | Voz                                             |
| 2018 | Jefa por accidente             | Ariana          |                                                 |
| 2019 | Quizás para siempre            | Ginger          |                                                 |
| 2020 | Trolls World Tour              | Pina Flautina   | Voz                                             |
| 2020 | We Bare Bears: The Movie       | Chloe Park      | Voz                                             |
| 2021 | Happily                        | Gretel          |                                                 |
| 2021 | The Mitchells vs. the Machines | Abbey Posey     | Voz                                             |
| 2022 | El dragón de papá              | Magda           | Voz                                             |

Televisión
| Año       | Título                                            | Papel               | Notas |
| --------- | ------------------------------------------------- | ------------------- | --- |
| 2006      | Help Me Help You                                  | Charlyne            | 1 episodio, "The Sheriff" |
| 2007      | 30 Rock                                           | Grace Park          | 1 episodio, "The C Word" |
| 2007      | Cold Case                                         | Dorky Girl          | 1 episodio, "Stand Up and Holler" |
| 2007      | Powerloafing                                      | Executive Assistant | |
| 2008      | Miss Guided                                       | Karey               | 1 episodio, "Pool Party" |
| 2011      | Love Bites                                        | Adult store cashier | 1 episodio, "Firsts (Pilot)" |
| 2011–2012 | House                                             | Dr. Chi Park        | Personaje habitual, temporada 8 |
| 2011      | Yo Gabba Gabba!                                   | Edith               | 1 episodio, Episodio 55 Treasure |
| 2014-2019 | Steven Universe                                   | Ruby                | Episodios: Escape de prisión, Motel Keystone, La Respuesta', Al Diamante, Asalto de Gemas, Eso es Todo, Nos estamos Separando, La Pregunta, Dama de Honor y Reunited |
| 2015-2019 | Somos osos                                        | Chloe Park          | Serie, papel habitual |
| 2018      | Lucifer                                           | Ray-Ray / Azrael    | Primera aparición - Episodio: "Boo-Normal" |
| 2018      | DIY                                               | Eli (voz)           | Corto para televisión |
| 2018      | Summer Camp Island                                | Alice (voz)         | Serie, papel habitual |
| 2020      | Good Girls                                        | Lucy                | Episodios: "Find Your Beach" y "Au Jus" |
| 2021      | Tig n' Seek                                       | Georgia (voz)       | 1 episodio: "Must Love Bugs" |
| 2022      | Amphibia                                          | Guardián (voz)      | 1 episodio: "The Hardest Thing" |
| 2022      | El gabinete de curiosidades de Guillermo del Toro | Charlotte Xie       | 1 episodio: "The Viewing" |